# Glenn Youngkin
Glenn Allen Youngkin (Richmond, 9 dicembre 1966) è un politico e imprenditore statunitense, governatore della Virginia dal 15 gennaio 2022.
Membro del Partito Repubblicano, ha sconfitto l'ex governatore democratico Terry McAuliffe alle elezioni governative della Virginia del novembre 2021. Prima di entrare in politica, ha lavorato 25 anni presso la società di private equity Carlyle Group, diventandone in seguito anche CEO. Youngkin si è licenziato dalla Carlyle Group nel settembre 2020 contestualmente all'annuncio della sua candidatura come candidato governatoriale alle elezioni della Virginia nel gennaio 2021.

## Biografia
Glenn Allen Youngkin è nato in Virginia nel 1966. È il figlio di Ellis (nata Quinn) e Carroll Wayne Youngkin. Suo padre giocava a basket per la Duke University e lavorava in contabilità e finanza. Quando Youngkin era un adolescente, la famiglia si trasferì da Richmond a Virginia Beach. Ha frequentato la Norfolk Academy a Norfolk (Virginia), laureandosi nel 1985.  Nelle scuole superiori ha ricevuto numerosi riconoscimenti per avere giocato a basket.
Youngkin ha frequentato la Rice University con una borsa di studio dovuta proprio al basket, giocando quattro stagioni per gli Owls nella Southwest Conference, dove ha totalizzato nella sua carriera sportiva 82 punti e 67 rimbalzi. Nel 1990, si è laureato con un Bachelor of Arts in studi manageriali e un Bachelor of Science in ingegneria meccanica.  Ha conseguito un Master of Business Administration (MBA) presso la Harvard Business School nel 1994.

## Carriera
Youngkin ha iniziato a lavorare alla banca d'investimento First Boston,  dove si è occupato di fusioni e acquisizioni e di finanziamento del mercato dei capitali. La società fu rilevata dal Credit Suisse e divenne Credit Suisse First Boston; Youngkin ha lasciato nel 1992 per conseguire il master, quindi nel 1994 è entrato a far parte della società di consulenza direzionale McKinsey & Company.

### Il gruppo Carlyle
Nell'agosto 1995, Youngkin è entrato nella società di private equity The Carlyle Group, con sede a Washington, inizialmente come membro del team di acquisizione degli Stati Uniti. Nel 1999 è stato nominato partner e amministratore delegato di Carlyle. Ha gestito il team di acquisizione dell'azienda nel Regno Unito (2000–2005) e il team di investimento del settore industriale globale (2005–2008), dividendo il suo tempo tra Londra e Washington.
Nell'aprile 2008, i fondatori di Carlyle hanno chiesto a Youngkin di concentrarsi sulla strategia più ampia dell'azienda. Nel 2009, i fondatori hanno creato un comitato operativo di sette persone, presieduto da Youngkin, che ha supervisionato le operazioni quotidiane di Carlyle.  Nel 2009 Youngkin è entrato anche a far parte, insieme a Daniel Akerson, del comitato esecutivo dell'azienda, che in precedenza era composto esclusivamente dai tre fondatori.
Quando il direttore finanziario di Carlyle, Peter Nachtwey, ha lasciato improvvisamente alla fine del 2010, Youngkin è diventato CFO ad interim  fino al momento in cui Adena Friedman è stata assunta come CFO alla fine di marzo 2011. Nel 2010, Youngkin è entrato a far parte del comitato di gestione dell'azienda ed è stato direttore operativo del Gruppo Carlyle da marzo 2011 a giugno 2014.
Youngkin ha svolto un ruolo importante nel rendere pubblica Carlyle, supervisionando l'IPO (offerta pubblica iniziale).
Nel giugno 2014 è diventato co-presidente e co-direttore generale operativo con Michael J. Cavanagh, entrato a far parte del Gruppo Carlyle da JPMorgan Chase. Insieme hanno sviluppato le iniziative di crescita dell'azienda e hanno gestito le operazioni dell'azienda su base giornaliera. Cavanagh ha lasciato la società nel maggio 2015 per diventare CFO di Comcast, lasciando Youngkin come presidente e COO di Carlyle.

#### Co-CEO
Nell'ottobre 2017, il Gruppo Carlyle ha annunciato che i suoi fondatori sarebbero rimasti presidenti esecutivi del consiglio di amministrazione ma si sarebbero dimessi da leader quotidiani dell'azienda; hanno nominato Youngkin e Kewsong Lee al loro posto, entrambi come co-CEO, a partire dal 1º gennaio 2018. In qualità di co-CEO, Youngkin ha supervisionato le attività immobiliari, energetiche, infrastrutturali e le soluzioni di investimento di Carlyle; Lee ha supervisionato il private equity aziendale e le attività di credito globale dell'azienda. Entrambi sono entrati nel consiglio di amministrazione dell'azienda e hanno supervisionato la transizione dell'azienda da una partnership quotata in Borsa a una società.
Bloomberg News ha descritto il rapporto dei due co-CEO come "imbarazzante... e sempre più aspro". In seguito scrisse che Lee "stabilì rapidamente il dominio, diminuendo il peso di Youngkin". Ciò era in gran parte dovuto al fatto che Lee aveva ricevuto il controllo del private equity aziendale e delle unità di credito globale all'inizio, che erano più redditizie delle altre. Nel luglio 2020, Youngkin ha annunciato che dopo due anni e mezzo si sarebbe ritirato dal Carlyle Group alla fine di settembre 2020. Nello stesso 2020, Youngkin e sua moglie hanno fondato un'organizzazione no profit, Virginia Ready Initiative, concentrandosi sul collegamento dei disoccupati nello stato con programmi di formazione professionale e potenziali datori di lavoro.

### Elezioni governative del 2021
Nel gennaio 2021, Youngkin ha annunciato la sua candidatura come repubblicano per l'incarico di governatore della Virginia. Candidato per la prima volta, la sua ricchezza personale gli ha dato la possibilità di autofinanziarsi, spendendo di tasca propria almeno 5,5 milioni di dollari per la campagna principale.  Durante le primarie Youngkin ha ottenuto l'approvazione di Ted Cruz che lo ha descritto come un caro amico di famiglia. Youngkin era stato tra i donatori della campagna di rielezione di Cruz del 2018.
Youngkin ha vinto la nomination alla convention statale del partito il 10 maggio 2021, sconfiggendo altri sei candidati. Tutti i candidati repubblicani, compreso Youngkin, hanno sottolineato il loro sostegno a Donald Trump e al trumpismo, sebbene altri candidati alla nomination, come la senatrice di stato Amanda Chase, fossero i più apertamente pro-Trump. Dopo aver vinto la nomination del partito, Youngkin è stato approvato da Trump.  Ha definito l'approvazione un "onore" ma ha anche cercato di prendere le distanze da alcuni dei più ardenti sostenitori di Trump.
Il 2 novembre 2021, Youngkin ha sconfitto il candidato democratico Terry McAuliffe, ex governatore dal 2014 al 2018, ottenendo il 50,58% dei voti contro il 48,64%. Prima delle elezioni del 2021, i repubblicani non avevano prevalso in una corsa in tutto lo stato in Virginia dal 2009. La vittoria di Youngkin è stata attribuita a una coalizione di elettori composta sia da sostenitori di Trump che da alcuni residenti suburbani che avevano sostenuto Joe Biden nel 2020.

## Vita privata
Youngkin vive a Great Falls, in Virginia, con sua moglie Suzanne e i loro quattro figli.  Nel settembre 2021 aveva un patrimonio netto stimato di 440 milioni di dollari. È alto 201 cm.